# 高岡市立戸出東部小学校
高岡市立戸出東部小学校（たかおかしりつ といでとうぶしょうがっこう）は富山県高岡市にある公立小学校。
400人以上の生徒が通っている。

## 沿革
- 1966年4月1日 - 戸出小学校と北般若小学校が統合し、戸出東部小学校が創立[2]。

## 周辺
- 戸出東部保育園